# Altarul (constelație)
Altarul este o constelație vizibilă pe cerul austral sau sudic, situată între Scorpionul și Triunghiul Austral. Este una dintre cele 48 de constelații catalogate de astronomul Ptolemeu încă din secolul II după Hristos, și rămâne una dintre cele 88 de constelații moderne.

## Istoric și mitologie
În mitologia antică greacă, constelația Altarului a fost văzută ca un altar construit de către ciclopi, unde zeii au făcut o alianță, pentru momentul în care vor fi gata să lupte cu Titanii.
În astronomia chinezească, stelele din constelația Altarului sunt echivalentul constelației Dragonul de azur din est (東方青龍, sau Dōng Fāng Qīng Lóng).

## Obiecte cerești

### Stele
Cea mai luminoasă stea din constelația altarului este β Arae, cu o magnitudine aparentă de 2,9. γ Arae este un sistem de stele duble, iar μ Arae este foarte cunoscută pentru mitul său; se crede că în jurul ei ar orbita cel puțin patru planete, iar una dintre acestea ar trebui să fie de natură stâncoasă.
Ara conține o parte din Calea Lactee la sud de Scorpionul și, astfel, are câmpuri bogate în stele.
- α Ara este o stea albastă-albă cu o magnitudine de 2,8 și se află la o distanță de 242 ani-lumină de la Pământ.[1]
- β Ara este o supergigantă portocalie cu o magnitudine de 2,8 și se află la o distanță de 600 ani-lumină de la Pământ.[1]
- γ Ara este o supergigantă albastră cu o magnitudine de 3,3 și se află la o distanță de 1140 ani-lumină de la Pământ.[1]
- δ Ara este o stea albastă-albă cu o magnitudine de 3,6 și se află la o distanță de 187 ani-lumină de la Pământ.[1]
- ζ Ara este o stea portocalie cu o magnitudine de 3,1 și se află la o distanță de 574 ani-lumină de la Pământ.[1]

Stelele din această constelație nu au corespondenți în cultura vestică, dar, în cultura chinezească, α Arae este numită Choo (ceea ce înseamnă club sau toiag), iar ε Arae este numită Tso Kang (ceea ce însemnă paza cea din stânga).

### Obiecte cerești îndepărtate
Constelația altarului este o constelație medie din punctul de vedere al obiectelor cerești pe care le conține. La colțul nordic al constelației se poate observa coada Căii Lactee. Cele mai importante și notabile clustere sunt NGC 6397 și NGC 6200. Un alt important obiect ceresc este nebuloasa difuză(ce conține clusterul luminos NGC 6188 ȘI NGC 6193). Cel mai luminos cluster (cu o magnitudine de 6) este NGC 6397, și se află la o distanță de Pământ de doar 6500 ani-lumină (6.1×1016 km), fiind unul dintre cele mai apropiate clustere de Sistemul solar.
În ciuda faptului că constelația altarului se află în apropierea centrului Căii Lactee, în împrejurimile acesteia se pot observa cu ușurință două galaxii-spirale (NGC 6215 și NGC 6221), lângă steaua η Arae.
Nebuloasa Stingray (Hen 3-1357), cea mai mică nebuloasă planetară cunoscută, se poate găsi în constelația Altarului. Lumina ce provine de la această nebuloasă planetară a fost pentru prima oară vizibilă în anul 1987.

## Ilustrații
În ilustrații, altarul este adesea reprezentat ca un altar, din care pornește o flacără în direcția sudului.

## Legături externe
Coordonate:  17h 23m 24s, −53° 34′ 48″